# Servius Sulpicius Galba (Kr. e. 144)
Servius Sulpicius Galba (? – Kr. e. 138 után) ókori római politikus és hadvezér, az előkelő patricius Sulpicia gens Galba családjának tagja, a későbbi Galba császár őse volt.

## A lusitaniai mészáros
Kr. e. 167-ben katonai tribunusként szolgált Lucius Aemilius Paulus Macedonicus alatt a harmadik makedón háborúban. Mivel valamilyen okból személyes ellentétben állt a Perszeusz királyt legyőző Paulusszal, hazatérve megpróbálta megakadályozni, hogy a hadvezér diadalmenetet tarthasson, de hiába. Kr. e. 151-ben praetor lett, és Hispania Ulteriorba küldték a keltibérek és luzitánok elleni háborúba. Itt sikerült is felmentenie a rómaiakhoz lojális alattvalókat, ám miközben üldözte az ellenséget, az szembefordult fegyelmezetlen és kifáradt seregével, és hétezres veszteséget okozott neki. Megmaradt katonáival visszavonult Conistorgisba áttelelni (a mai Algarve régióban, Portugália déli részén), majd Kr. e. 150-ben dúlva-fosztogatva ismét rátámadt Lusitaniára. A helyiek erre békét kértek tőle, mondván: megbánták, hogy megszegték a korábbi békeszerződést. Galba ekkor megértőnek mutatkozott, és szegénységüket okolta a lázadás miatt, aminek orvoslására földosztási ígéretet tett, és javasolta, hogy a luzitánok családostul hagyják el otthonaikat és gyűljenek három nagy csoportba, ahol majd eligazítják őket a számukra kijelölt birtokokat illetően. Számos luzitán így is tett, ám a hitszegő Galba előbb lefegyverezte, majd könyörtelenül lemészároltatta őket. A kevés túlélő közé tartozott Viriathus, aki később hatalmas erejű lázadást kezdett a római uralom ellen.

## A háború után
Galba aljas és embertelen eljárása Rómában is felháborodást szült: Titus Scribonius Libo néptribunus vádat emelt ellene, és az agg Marcus Porcius Cato Censorinus is dühödten kelt ki a hadvezér ellen. Bár Galba kiváló szónoki képességekkel rendelkezett, a híradások szerint nem tudott mit felhozni mentségére, így csak vesztegetéssel és gyermekeinek felvonultatásával tudta elérni felmentését. Ennek ellenére Kr. e. 144-ben consul lehetett Lucius Aurelius Cotta társaként. A két főhivatalnok heves, a senatust is megosztó vitába keveredett azt illetően, hogy melyikük vezesse a Viriathus elleni háborút, de a testület végül az előző évi consul, Quintus Fabius Maximus Aemilianus imperiumának meghosszabbítása mellett döntött. Kr. e. 138-ban még élt, ekkor a publicanusok (adóbérlők) mellett emelt szót. Marcus Tullius Cicero szerint tanult és tehetséges szónok volt, bár beszédeit régies stílusuk miatt már a Kr. e. 1. században sem gyakran forgatták.
Egyik fia, a hasonló nevű Servius Sulpicius Galba szintén elérte a consuli rangot, a másik, Caius pedig quaestor lett.